# 丐幇
丐幇（かいほう、簡体字: 丐帮、拼音: gàibāng）は、中国の大衆小説である武俠小説に登場する、乞食によって構成される幇会である。
乞食たちの生活面における共同体、互助組織である一方、独自の武術を身につけ、義俠の行いを旨とし、武林における勢力をなしている。構成員は天下に広く存在し、江湖の巨大勢力とされている。
丐幇は、基本的には正義の組織と位置づけられ、宋代や元代、清代など異民族の侵略に晒されている動乱期は、愛国色、民族主義色を強めて、侵略民族への抵抗に参加する傾向が強い。一方、特定の時代を設定していない、歴史色の薄い作品の中では、武林の覇権を巡ってしばしば他の門派と争う。

## 金庸作品における丐幇
丐幇は、『射鵰英雄伝』『神鵰剣俠』『倚天屠龍記』の三部作や『天龍八部』といった金庸作品において、物語の重要な位置を占めている。その中では頭たる幇主は、その証として代々「打狗棒」という竹の棒と、それを用いた「打狗棒術」という武術を受け継ぐことになっている。また、構成員はそれぞれ地位に応じた数の袋を持つとされている。

### 歴代幇主
北宋
- 汪剣通 (天龍八部)
- 喬峯 (天龍八部)
- 荘聚賢 (天龍八部)、※ただし、「荘聚賢」は偽名で、本名は游坦之。

南宋
- 第17代：銭幇主、石幇主(射鵰英雄伝)
- 第18代：洪七公 (射鵰英雄伝)
- 第19代：黄蓉 (射鵰英雄伝、神鵰剣俠)
- 第20代：魯有脚 (神鵰剣俠)
- 第21代：耶律斉 (神鵰剣俠)

元
- 史火龍 (倚天屠龍記)
- 史紅石 (倚天屠龍記)

明
- 解風 (秘曲 笑傲江湖、※年代不詳なので推測)

清
- 范幇主 (雪山飛狐、飛狐外伝)